# Cyborg 2. – Üvegárnyék
A Cyborg 2 (néhány országban Üvegárnyék címen jelent meg) egy 1993-as sci-fi- és akciófilm, amit Michael Schroeder rendezett. Az 1989-ben kiadott első rész folytatása, de történetük nem függ össze. Figyelemre méltó, hogy Angelina Jolie-nak ez az első felnőttkori főszerepe. Ezt követte 1995-ben a Cyborg 3: A teremtő című film, ami csak videókazettán jelent meg, moziban nem adták.

## Összefoglaló
|  | Alább a cselekmény részletei következnek! |

2074-et írunk. A kibernetikus piacot két nagy rivális cég vezeti: az amerikai Pinwheel Robotics, és a japán Kobayashi Electronics. Az örömlányoktól kezdve a katonákig mindenhol elterjedtek a kiborgok.
Casella Reese (Angelina Jolie) egy kiborg prototípus, akit vállalati kémkedésre és gyilkolásra terveztek. A teste egy üvegárnyék nevű folyékony robbanószerrel van teletöltve. A Pinwheel cég azt tervezi, hogy eltörli a Kobayashi cég egész igazgatótanácsát Casella segítségével.
Casella arra van programozva, hogy utánozza az emberi érzékeket és érzelmeket, mint például a félelem, szeretet, fájdalom, és gyűlölet. Egy áruló kiborg prototípus, Mercy (Jack Palance) vezeti őt, aki bármilyen elektronikus eszközön keresztül képes kommunikálni. Miután a Pinwheel cég bérgyilkosa, Daniel Bench (Billy Drago) rábeszéli őket, Casella és harci kiképzője Colton Ricks (Elias Koteas) elszöknek a Pinwheel létesítményből, ezáltal Casella elkerülheti az önmegsemmisítést, amire a legtöbb vállalati kémkedésre programozott kiborg végül rákényszerül.
|  | Itt a vége a cselekmény részletezésének! |

## Szereplők
- Elias Koteas – Colton “Colt” Ricks (Lux Ádám)
- Angelina Jolie – Casella “Cash” Reese (Orosz Helga)
- Jack Palance – Mercy (Szersén Gyula)
- Jean-Claude Van Damme – Gibson Rickenbacker (nincs feltüntetve)
- Billy Drago – Danny Bench (Bardóczy Attila)
- Karen Sheperd – Chen
- Allen Garfield – Martin Dunn (Konrád Antal)
- Renee Griffin – Dreena
- Vincent Klyn – Fender Tremolo (nincs feltüntetve)